# Purpurbenved
Purpurbenved (Euonymus atropurpureus) är en benvedsväxtart som beskrevs av Nicolaus Joseph von Jacquin. Den ingår i släktet Euonymus och familjen Celastraceae. Utöver nominatformen finns också underarten E. a. cheatumii.
Arten är en buske eller träd som återfinns i sydöstra Kanada samt centrala och östra USA. Den odlas även som prydnadsväxt i andra delar av världen.

## Bildgalleri

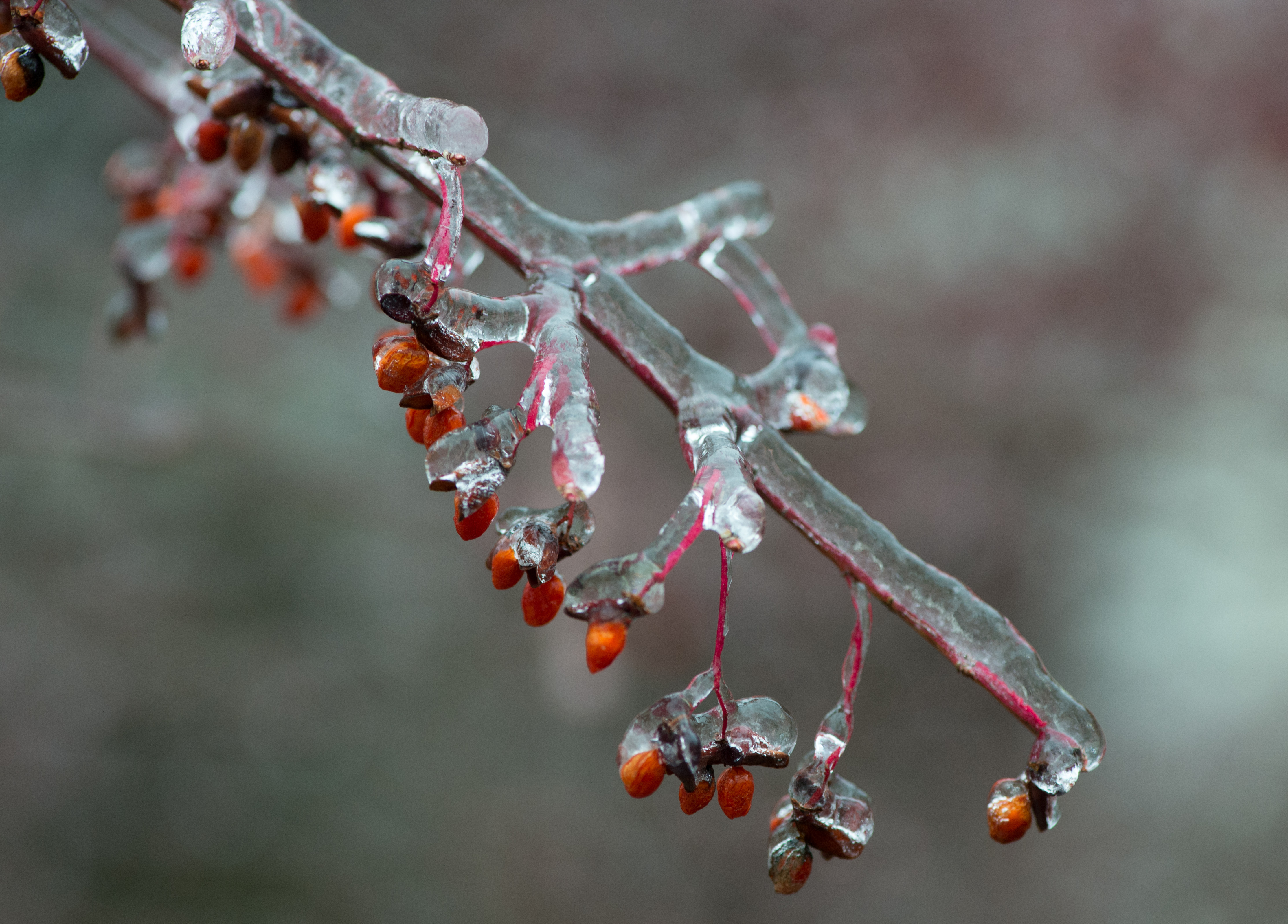
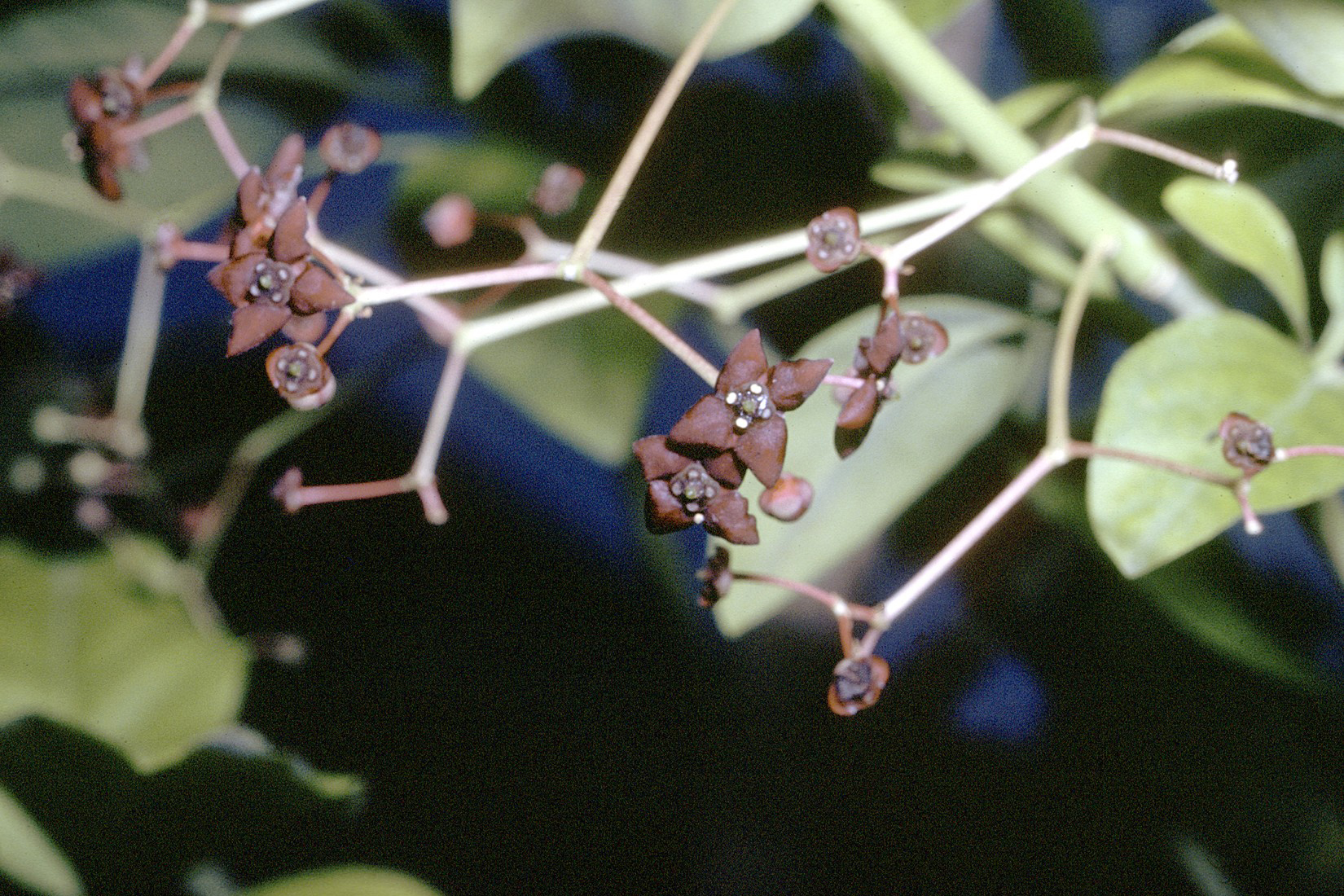